# Svetovno prvenstvo v hokeju na ledu 1947
Svetovno prvenstvo v hokeju na ledu 1947 je bilo štirinajsto Svetovno prvenstvo v hokeju na ledu. Potekalo je med 14. in 23. februarjem 1947 v Pragi, Češkoslovaška. Zlato medaljo je osvojila češkoslovaška reprezentanca, srebrno švedska, bronasto pa avstrijska. Skupaj je bilo v konkurenci osem reprezentanc. 

## Dobitniki medalj
| Zlato | Srebro | Bron |
| ČeškoslovaškaBohumil Modrý Zdeněk Jarkovský Josef Trousílek Vilibald Šťovík František Pácalt Miroslav Sláma Miloslav Pokorný Ladislav Troják Vladimír Zábrodský Stanislav Konopásek Josef Kus Jaroslav Drobný Karel Stibor Václav Roziňák Vladimír Bouzek | ŠvedskaArne Johansson Charles Larsson Rune Johansson Gunnar Landelius Åke Olsson Åke Andersson Sigge Boström Rolf Eriksson-Hemlin Hans Hjelm Erik Johansson Lars Ljungman Birger Nilsson Holger Nurmela Bror Pettersson Rolf Pettersson | AvstrijaJosef Wurm Alfred Huber Franz Csöngey Reinhold Egger Fritz Demmer Egon Engel Walter Feistritzer Oskar Nowak Hans Zehetmayer Rudolf Wurmbrandt Friedrich Walter Hans Schneider Willibald Stanek Springer Adolf Hafner Helfried Winger |

## Tekme
| 15. februar 1947 | Avstrija | 10:2 | Poljska | Praga, Češkoslovaška |

| Poročilo tekme      | Poročilo tekme | Poročilo tekme | Poročilo tekme | Poročilo tekme |
| ------------------- | -------------- | -------------- | -------------- | -------------- |
| Začetek: ni podatka |                |                |                |                |

| 15. februar 1947 | Češkoslovaška | 23:1 | Romunija | Praga, Češkoslovaška |

| Poročilo tekme      | Poročilo tekme | Poročilo tekme | Poročilo tekme | Poročilo tekme |
| ------------------- | -------------- | -------------- | -------------- | -------------- |
| Začetek: ni podatka |                |                |                |                |

| 15. februar 1947 | Švedska | 4:4 | Švica | Praga, Češkoslovaška |

| Poročilo tekme      | Poročilo tekme | Poročilo tekme | Poročilo tekme | Poročilo tekme |
| ------------------- | -------------- | -------------- | -------------- | -------------- |
| Začetek: ni podatka |                |                |                |                |

| 16. februar 1947 | Švedska | 24:1 | Belgija | Praga, Češkoslovaška |

| Poročilo tekme      | Poročilo tekme | Poročilo tekme | Poročilo tekme | Poročilo tekme |
| ------------------- | -------------- | -------------- | -------------- | -------------- |
| Začetek: ni podatka |                |                |                |                |

| 16. februar 1947 | Poljska | 6:0 | Romunija | Praga, Češkoslovaška |

| Poročilo tekme      | Poročilo tekme | Poročilo tekme | Poročilo tekme | Poročilo tekme |
| ------------------- | -------------- | -------------- | -------------- | -------------- |
| Začetek: ni podatka |                |                |                |                |

| 16. februar 1947 | ZDA | 4:3 | Švica | Praga, Češkoslovaška |

| Poročilo tekme      | Poročilo tekme | Poročilo tekme | Poročilo tekme | Poročilo tekme |
| ------------------- | -------------- | -------------- | -------------- | -------------- |
| Začetek: ni podatka |                |                |                |                |

| 17. februar 1947 | Avstrija | 14:5 | Belgija | Praga, Češkoslovaška |

| Poročilo tekme      | Poročilo tekme | Poročilo tekme | Poročilo tekme | Poročilo tekme |
| ------------------- | -------------- | -------------- | -------------- | -------------- |
| Začetek: ni podatka |                |                |                |                |

| 17. februar 1947 | Švica | 13:3 | Romunija | Praga, Češkoslovaška |

| Poročilo tekme      | Poročilo tekme | Poročilo tekme | Poročilo tekme | Poročilo tekme |
| ------------------- | -------------- | -------------- | -------------- | -------------- |
| Začetek: ni podatka |                |                |                |                |

| 17. februar 1947 | Švedska | 4:1 | ZDA | Praga, Češkoslovaška |

| Poročilo tekme      | Poročilo tekme | Poročilo tekme | Poročilo tekme | Poročilo tekme |
| ------------------- | -------------- | -------------- | -------------- | -------------- |
| Začetek: ni podatka |                |                |                |                |

| 18. februar 1947 | Češkoslovaška | 13:5 | Avstrija | Praga, Češkoslovaška |

| Poročilo tekme      | Poročilo tekme | Poročilo tekme | Poročilo tekme | Poročilo tekme |
| ------------------- | -------------- | -------------- | -------------- | -------------- |
| Začetek: ni podatka |                |                |                |                |

| 18. februar 1947 | ZDA | 13:2 | Belgija | Praga, Češkoslovaška |

| Poročilo tekme      | Poročilo tekme | Poročilo tekme | Poročilo tekme | Poročilo tekme |
| ------------------- | -------------- | -------------- | -------------- | -------------- |
| Začetek: ni podatka |                |                |                |                |

| 18. februar 1947 | Švedska | 5:3 | Poljska | Praga, Češkoslovaška |

| Poročilo tekme      | Poročilo tekme | Poročilo tekme | Poročilo tekme | Poročilo tekme |
| ------------------- | -------------- | -------------- | -------------- | -------------- |
| Začetek: ni podatka |                |                |                |                |

| 19. februar 1947 | Avstrija | 6:5 | ZDA | Praga, Češkoslovaška |

| Poročilo tekme      | Poročilo tekme | Poročilo tekme | Poročilo tekme | Poročilo tekme |
| ------------------- | -------------- | -------------- | -------------- | -------------- |
| Začetek: ni podatka |                |                |                |                |

| 19. februar 1947 | Švedska | 15:3 | Romunija | Praga, Češkoslovaška |

| Poročilo tekme      | Poročilo tekme | Poročilo tekme | Poročilo tekme | Poročilo tekme |
| ------------------- | -------------- | -------------- | -------------- | -------------- |
| Začetek: ni podatka |                |                |                |                |

| 19. februar 1947 | Češkoslovaška | 12:0 | Poljska | Praga, Češkoslovaška |

| Poročilo tekme      | Poročilo tekme | Poročilo tekme | Poročilo tekme | Poročilo tekme |
| ------------------- | -------------- | -------------- | -------------- | -------------- |
| Začetek: ni podatka |                |                |                |                |

| 19. februar 1947 | Švica | 12:2 | Belgija | Praga, Češkoslovaška |

| Poročilo tekme      | Poročilo tekme | Poročilo tekme | Poročilo tekme | Poročilo tekme |
| ------------------- | -------------- | -------------- | -------------- | -------------- |
| Začetek: ni podatka |                |                |                |                |

| 20. februar 1947 | ZDA | 15:3 | Romunija | Praga, Češkoslovaška |

| Poročilo tekme      | Poročilo tekme | Poročilo tekme | Poročilo tekme | Poročilo tekme |
| ------------------- | -------------- | -------------- | -------------- | -------------- |
| Začetek: ni podatka |                |                |                |                |

| 20. februar 1947 | Poljska | 11:1 | Belgija | Praga, Češkoslovaška |

| Poročilo tekme      | Poročilo tekme | Poročilo tekme | Poročilo tekme | Poročilo tekme |
| ------------------- | -------------- | -------------- | -------------- | -------------- |
| Začetek: ni podatka |                |                |                |                |

| 20. februar 1947 | Češkoslovaška | 6:1 | Švica | Praga, Češkoslovaška |

| Poročilo tekme      | Poročilo tekme | Poročilo tekme | Poročilo tekme | Poročilo tekme |
| ------------------- | -------------- | -------------- | -------------- | -------------- |
| Začetek: ni podatka |                |                |                |                |

| 21. februar 1947 | Avstrija | 12:1 | Romunija | Praga, Češkoslovaška |

| Poročilo tekme      | Poročilo tekme | Poročilo tekme | Poročilo tekme | Poročilo tekme |
| ------------------- | -------------- | -------------- | -------------- | -------------- |
| Začetek: ni podatka |                |                |                |                |

| 21. februar 1947 | ZDA | 3:2 | Poljska | Praga, Češkoslovaška |

| Poročilo tekme      | Poročilo tekme | Poročilo tekme | Poročilo tekme | Poročilo tekme |
| ------------------- | -------------- | -------------- | -------------- | -------------- |
| Začetek: ni podatka |                |                |                |                |

| 21. februar 1947 | Češkoslovaška | 24:0 | Belgija | Praga, Češkoslovaška |

| Poročilo tekme      | Poročilo tekme | Poročilo tekme | Poročilo tekme | Poročilo tekme |
| ------------------- | -------------- | -------------- | -------------- | -------------- |
| Začetek: ni podatka |                |                |                |                |

| 22. februar 1947 | Romunija | 6:4 | Belgija | Praga, Češkoslovaška |

| Poročilo tekme      | Poročilo tekme | Poročilo tekme | Poročilo tekme | Poročilo tekme |
| ------------------- | -------------- | -------------- | -------------- | -------------- |
| Začetek: ni podatka |                |                |                |                |

| 22. februar 1947 | Švica | 5:0 | Avstrija | Praga, Češkoslovaška |

| Poročilo tekme      | Poročilo tekme | Poročilo tekme | Poročilo tekme | Poročilo tekme |
| ------------------- | -------------- | -------------- | -------------- | -------------- |
| Začetek: ni podatka |                |                |                |                |

| 22. februar 1947 | Češkoslovaška | 1:2 | Švedska | Praga, Češkoslovaška |

| Poročilo tekme      | Poročilo tekme | Poročilo tekme | Poročilo tekme | Poročilo tekme |
| ------------------- | -------------- | -------------- | -------------- | -------------- |
| Začetek: ni podatka |                |                |                |                |

| 23. februar 1947 | Švica | 9:3 | Poljska | Praga, Češkoslovaška |

| Poročilo tekme      | Poročilo tekme | Poročilo tekme | Poročilo tekme | Poročilo tekme |
| ------------------- | -------------- | -------------- | -------------- | -------------- |
| Začetek: ni podatka |                |                |                |                |

| 23. februar 1947 | Avstrija | 2:1 | Švedska | Praga, Češkoslovaška |

| Poročilo tekme      | Poročilo tekme | Poročilo tekme | Poročilo tekme | Poročilo tekme |
| ------------------- | -------------- | -------------- | -------------- | -------------- |
| Začetek: ni podatka |                |                |                |                |

| 23. februar 1947 | Češkoslovaška | 6:1 | ZDA | Praga, Češkoslovaška |

| Poročilo tekme      | Poročilo tekme | Poročilo tekme | Poročilo tekme | Poročilo tekme |
| ------------------- | -------------- | -------------- | -------------- | -------------- |
| Začetek: ni podatka |                |                |                |                |

### Končni vrstni red
OT-odigrane tekme, z-zmage, n-neodločeni izidi, P-porazi, DG-doseženo goli, PG-prejeti goli, GR-gol razlika, T-točke.
| #      | Reprezentanca | OT | Z | N | P | DG | PG  | GR  | T  |
| ------ | ------------- | -- | - | - | - | -- | --- | --- | -- |
| Or     | Češkoslovaška | 7  | 6 | 0 | 1 | 85 | 10  | +75 | 12 |
| Argent | Švedska       | 7  | 5 | 1 | 1 | 55 | 15  | +40 | 11 |
| Bronze | Avstrija      | 7  | 5 | 0 | 2 | 49 | 32  | +17 | 10 |
| 4      | Švica         | 7  | 4 | 1 | 2 | 47 | 22  | +25 | 9  |
| 5      | ZDA           | 7  | 4 | 0 | 3 | 42 | 26  | +16 | 8  |
| 6      | Poljska       | 7  | 2 | 0 | 5 | 27 | 40  | -13 | 4  |
| 7      | Romunija      | 7  | 1 | 0 | 6 | 17 | 88  | -71 | 2  |
| 8      | Belgija       | 7  | 0 | 0 | 7 | 15 | 104 | -89 | 0  |